# ハーバート・ビーバーマン
ハーバート・J・ビーバーマン（Herbert J. Biberman, 1900年3月4日 - 1971年6月30日）は、アメリカ合衆国の映画監督および脚本家である。彼は「ハリウッド・テン（ハリウッドの十人）」の一人として知られ、女優ゲイル・ソンダガードを妻とした。

## 来歴
ビーバーマンは1900年3月4日、ペンシルベニア州フィラデルフィアに生まれた。ペンシルベニア大学およびイェール大学で教育を受けた後、一時期家業の繊維業界に携わった。1928年には左翼系のシアター・ギルドでアシスタント・ステージマネージャーとして芸術分野でのキャリアを開始し、後に同ギルドで監督を務めた。映画業界には1935年にコロンビア・ピクチャーズの『エイト・ベルズ』でダイアログ・ディレクターとして参入し、同年にはB.P.シュルバーグ・プロダクションズおよびコロンビア配給の『片道切符』（One-Way Ticket）で映画監督デビューを果たした。
1944年にはナチズムを批判的に描いた映画『幻影のハーケンクロイツ』（The Master Race）を監督し、注目を浴びた。しかし、冷戦期のアメリカにおいて、下院非米活動委員会（HUAC）での証言を拒否したため、議会侮辱罪に問われ、1950年に罰金刑と6ヶ月の懲役刑を宣告され投獄された。釈放後、彼は映画スタジオによるブラックリストに載せられ、以降はハリウッドの主流システム外での自主制作を余儀なくされた。
この自主制作期に、ニューメキシコ州での鉱山労働者のストライキを題材とした『地の塩』（Salt of the Earth, 1954年）を監督した。この映画は、黒リストに載った映画制作者たちがハリウッドのスタジオシステム外で制作した最初期の完全独立系映画の一つであり、フェミニストの視点を前進させた先駆的作品でもある。完成後、この映画は共産主義プロパガンダであるとして米国で広く上映を禁止されたが、メキシコやヨーロッパでは成功を収めた。1954年のカルロヴィ・ヴァリ映画祭ではグランプリを受賞し、その後、アメリカ議会図書館のアメリカ国立フィルム登録簿に登録され、ニューヨーク近代美術館にも保存されている。
ビーバーマンは1971年6月30日にニューヨーク市で死去した。

## 主なフィルモグラフィ
- 片道切符 One-Way Ticket (1935) 監督
- 完全犯罪 Meet Nero Wolfe  (1936) 監督
- アラブの陰謀 Action in Arabia (1944) 脚本
- 幻影のハーケンクロイツ The Master Race (1944) 監督・脚本・原案
- 再会 Together Again (1944) 原案
- ニューオリンズ New Orleans (1947) 原案
- 地の塩 Salt of the Earth (1954) 監督
- Slaves (1969) 監督・脚本、19世紀ケンタッキー州の奴隷制度を批判したもの